# Flavio Santi
Flavio Santi (Alessandria, 15 marzo 1973) è uno scrittore, poeta e traduttore italiano.

## Biografia
Dopo la laurea in lettere moderne all'Università degli Studi di Pavia, con una tesi di Filologia medievale e umanistica su Giasone del Maino (relatore Cesare Bozzetti), vi ha conseguito il dottorato in Filologia Moderna con una tesi dal titolo “Figurando il Paradiso”: metafora religiosa e vita materiale nella letteratura italiana dalle origini fino a Dante. Si è poi perfezionato a Ginevra sotto la guida di Guglielmo Gorni.
La sua produzione poetica è sia in lingua italiana sia in friulano, conosciuto per via delle origini familiari da Colloredo di Monte Albano.. Fra i suoi libri in friulano, si segnala la raccolta Rimis te sachete, che gli ha valso diversi riconoscimenti critici, come quelli di Mario Desiati, Enzo Siciliano, Andrea Cortellessa e del poeta friulano Amedeo Giacomini. Fra quelli in italiano, Mappe del genere umano e Quanti (Premio Viareggio 2021). Le sue poesie sono tradotte in molte lingue, dall'inglese al russo, dal tedesco all'indonesiano. 
Ha esordito nella narrativa nel 1999 con il romanzo Diario di bordo della rosa, con una nota di Michele Mari (il romanzo ha avuto una seconda edizione, accresciuta, nel 2014). Fra i temi affrontati nei suoi libri si va dal vampirismo in chiave storica con L'eterna notte dei Bosconero al memoir con Il tai e l'arte di girovagare in motocicletta. La morte del poeta e amico Simone Cattaneo gli ispira una moderna riscrittura de La vita agra di Luciano Bianciardi: Aspetta primavera, Lucky (candidato al Premio Strega 2011). La scelta di dare il libro a un piccolo editore risponde a una precisa prassi. Da segnalare anche la raccolta di racconti La guerra civile in Italia. Santi compare nelle due antologie generazionali di Mondadori: come poeta per Nuovissima poesia italiana (2004) e come prosatore per A occhi aperti (2008).
Ha collaborato a opere collettive come il Grande Dizionario della lingua italiana, l'Enciclopedia del Cinema Treccani, il Dizionario Biografico degli Italiani e ha scritto per riviste accademiche come Paragone e Nuovi Argomenti (del cui comitato redazionale ha fatto a lungo parte), e per quotidiani come Il Riformista. Ha tradotto dall'inglese e dal francese opere di autori del passato (Honoré de Balzac, Jean Cocteau, Daniel Defoe, Ian Fleming, Herman Melville, Francis Scott Fitzgerald, Bram Stoker) e contemporanei (Wilbur Smith, Ciclo di Avalon, Harold Brodkey). Dal 2003 collabora, in qualità di docente esterno, alle attività didattiche di varie università, tra cui IULM e Università degli Studi dell'Insubria, dove ha anche contribuito a fondare il Master di primo livello FILIS.
Per l'Università di Pavia ha curato i testi del Museo multimediale della lingua italiana Multi – Museo multimediale della lingua italiana. 

## Opere

### Poesia
- Viticci (prefazione di Elio Pecora), Stamperia dell'Arancio, 1998.
- Album, En plein air edizioni di Meri Gorni, 1998.
- Rimis te sachete, Marsilio, 2001.
- Asêt, La barca di Babele, 2003.
- Il ragazzo X, Ed. Atelier, 2004.
- Mappe del genere umano, Scheiwiller, 2012.
- Quanti - Truciolature, scie, onde. 1999-2019 (prefazione di Niccolò Scaffai), Industria&Letteratura, 2020
- Estate-Istât-Aestas, Prova d'Artista-Galerie Bordas, Venezia, 2024 (poesie trilingui, italiano, friulano, latino)

### Romanzi e racconti
- Diario di bordo della rosa, 1ª ed., PeQuod, 1999.
- L'eterna notte dei Bosconero, Rizzoli, 2006.
- La guerra civile in Italia, Sartorio, 2008.
- Aspetta primavera, Lucky, Socrates, 2011.
- Il tai e l'arte di girovagare in motocicletta. Friuli on the road, Laterza, 2011.
- Diario di bordo della rosa, 2ª ed., Laurana Editore, 2014.

#### Ciclo dell'ispettore Furlan
- La primavera tarda ad arrivare. La prima indagine dell'ispettore Furlan, Mondadori, 2016.
- L'estate non perdona. La nuova indagine dell'ispettore Furlan, Mondadori, 2017
- Chê fricàte rognose de vie Merlanis. Un'indagine lampo di Drago Furlan, in Fricokiller, MorgantiEditori, 2021, pp. 187-214

### Saggi
- Non altro che un chiosare, Joker, 2011.
- Per commento e per chiosa, Joker, 2013.
- Aspettando Superman. Storia non convenzionale dei supereroi, Gaffi, 2013.
- Laboratorio di scrittura, Giunti, 2016.
- Figurando il Paradiso. Metafora religiosa e vita materiale nella letteratura italiana dalle origini a Dante, Mimesis, 2016.
- L'altro cielo di Lombardia. Per una storia alternativa del Rinascimento e del Barocco lombardo, Unicopli, 2022.

## Premi e riconoscimenti
- 1997 – Premio Sandro Penna, con Viticci
- 2003 – Riconoscimento in memoria di Maria Corti come giovane studioso[13]
- 2011 – candidatura al Premio Strega, con Aspetta primavera, Lucky[14]
- 2011 – Premio Paradiso degli Orchi, con Aspetta primavera, Lucky[15]
- 2016 – Premio Provincia in Giallo, con La primavera tarda ad arrivare
- 2021 – Premio Viareggio Poesia, con Quanti[16]

### Riferimenti di base
- Andrea Cortellessa, Videodrome friulano, «Alias - Il Manifesto», 30 marzo 2002, p. 22.
- Mario Desiati, Recensione a Rimis te sachete, «Atelier» n. 23, 2001, p. 80.
- Amedeo Giacomini, Tanche giaiutis. La poesia friulana da Pasolini ai nostri giorni, Associazione culturale Colonos, 2003, p. 64.
- Francesco Pacifico, Santi, gotico contemporaneo, «Il Riformista», 6 ottobre 2006, p. 10.
- Sergio Pent, Goethe, un Tour con delitti siciliani, «La Stampa - Tuttolibri», 29 settembre 2006, p. 4.
- Enzo Siciliano, Nervi tesi alla friulana, «l'Espresso», 28 giugno 2001, p. 151.

### Per ulteriori approfondimenti
- Udine. Antologia dei grandi scrittori, a cura di Walter Tomada, Biblioteca dell'Immagine, Pordenone 2012, pp. 213–218. ISBN 978-88-6391-108-4
- AA.VV., Italville. New Italian Writing, Exile Editions, Toronto 2005, pp. 161–171.
- AA.VV., Scrivere sul fronte occidentale, a cura di Antonio Moresco e Dario Voltolini, Feltrinelli, Milano 2002, p. 66. ISBN 978-88-07-49019-4
- Giuseppe Antonelli, L'italiano nella società della comunicazione, il Mulino, Bologna 2007, p. 179. ISBN 978-88-15-11376-4
- Alfonso Berardinelli, "Avvenire", 17 gennaio 2014.
- Carlo Carabba, La lingua della poesia, “Nuovi Argomenti”, n. 75 (2016), pp. 56-57.
- Intervista di Andrea Caterini, L'uomo più che sapiens è narrans, vive di scrittura, "Il Giornale", 26 ottobre 2021.
- Gianni D'Elia, Riscritti corsari, Effigie, Milano 2009, pp. 49–50. ISBN 978-88-89416-85-3
- Antonio D'Orrico, "Sette. Corriere della Sera", n. 50 (2013), p. 112.
- Roberto Galaverni, Poesia in cerca d'autori La lettura, 5 agosto 2012, pp. 12–13.
- Paolo Giovannetti, Modi della poesia italiana contemporanea. Forme e tecniche dal 1950 a oggi, Carocci, Roma, 2005, pp. 101, 139.
- Franca Grisoni, La poesia di Flavio Santi, in “C&D. Città e Dintorni”, n. 72 (2000), pp. 87-88.
- Guido Mazzoni, "Italianistica" n. 3 (2006), pp. 175-76.
- Giovanni Nadiani, Dalla dolce vita alla vita agra. La figura del traduttore in Italia tra cinema, letteratura e Rete come paradigma dell'intellettuale precario ed emarginato: dall'anonimo personaggio di Luciano Biancardi a Fulvio Sant, in «Testo a fronte» n. 47 (2012), pp. 60–63.
- Fabio Pusterla, Il nervo di Arnold. Saggi e note sulla poesia contemporanea, Marcos y Marcos, Milano 2007, pp. 122–126. ISBN 978-88-7168-477-2
- Intervista di Mauro Querci, E lasciatemi divertire con la letteratura!, "Panorama", 20 ottobre 2021.
- Enzo Siciliano, Recensione a Il ragazzo X, «L'Espresso», 3 febbraio 2005.
- Andrea Tarabbia, “Ore Piccole”, n. 8 (2008), pp. 95-96.
- Giovanni Tesio, Prefazione a Asêt, La barca di Babele, Meduno 2004, pp. 7–9.
- Emanuele Trevi, Un clone di Giacomo Leopardi, prefazione a Mappe del genere umano, Scheiwiller, Milano 2012, pp. 9–13.
- G.M. Villalta, prefazione a Spinzeris, in Sesto quaderno italiano, Marcos y Marcos, Milano, 1998, pp. 205-207.
- Fabio Zinelli, Flavio Santi in La parola plurale. Sessantaquattro poeti italiani tra due secoli, Sossella, Roma 2005, pp. 1075–1084. ISBN 978-88-87995-91-6
- Wu Ming 1, New Italian Epic, Einaudi, 2009, p. 80.